# 막자오
막자오(베트남어: Mạc Dao / 莫瑤 막요, ? ~ ?), 또는 막까오(莫高)는 대월 막 왕조의 제1대 황제인 막당중의 6세조이자 막딘찌의 아들이다.
1527년, 막당중이 막 왕조를 세운 뒤 막자오의 시호를 홍기독선선휴황제(弘基篤善宣休皇帝)로 하였다.

## 가족
- 부친: 막딘찌
- 아들: 막투이

## 참고 문헌
- 《대월통사(大越通史)》역신전(逆臣傳) 막당중(莫登庸)